# 穆斯韦勒
穆斯韦勒是德国莱茵兰-普法尔茨州的一个市镇。总面积3.05平方公里，总人口55人，其中男性29人，女性26人（2011年12月31日），人口密度18人/平方公里。